# Alphonse Mora

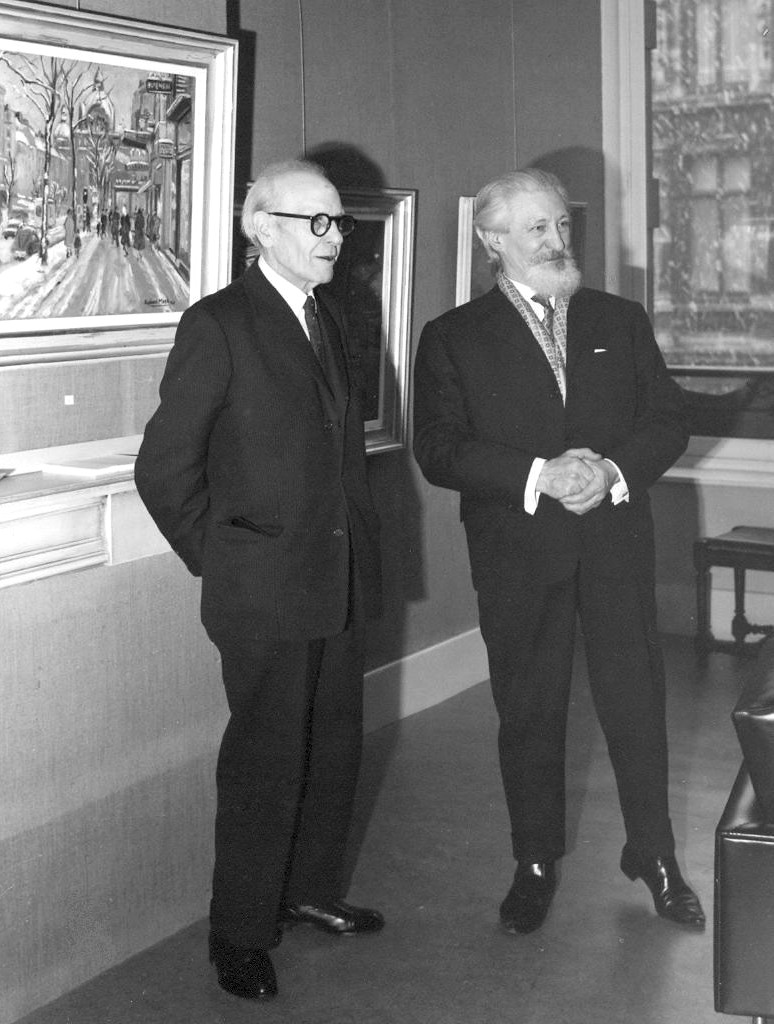
Alphonse Mora (links) samen met letterkundige en kunstcriticus Herman De Schutter

Alphonse Mora (Antwerpen, 10 augustus 1891 - 10 augustus 1977) was een Vlaams schilder van landschappen, stadsgezichten, naakten en stillevens. Ook was hij xylograaf en lithograaf. 

## Leven en werk
Hij werd opgeleid aan de Academie van Antwerpen en het NHISKA (Nationaal Hoger Instituut voor Schone Kunsten, Antwerpen). Zijn leermeesters waren Frans Hens, Victor Gilsoul, Isidore Opsomer en Edward Pellens.
Hij werkte aanvankelijk onder invloed van zijn leermeester Isidore Opsomer, maar ontwikkelde na enkele jaren een persoonlijke stijl. Mora schilderde in de zestiger jaren vaak composities met schelpen. Als schelpenverzamelaar was hij lid van de vereniging Gloria Maris (nu Belgische Vereniging voor Conchyliologie).
Op jonge leeftijd trad hij eveneens op als cabaretier en humorist onder de naam Fono A Roma.
Mora woonde in de Lange Leemstraat 321 in Antwerpen. Mora overleed op precies zijn 86ste verjaardag.

## Tentoonstellingen
- In Antwerpen had hij tentoonstellingen in de Salle Oor (1931), zaal Lamorinière (1942) en kunstgalerij De Gouden Ram (1962). Zijn zeventigste verjaardag werd gevierd met een tentoonstelling in Studio Artifex (1961).
- 1933, Gent, 45ste Salon : De Keyserlei na een bui en Kaai te Gent.